# Gniewoszyce
Gniewoszyce – wieś w Polsce położona w województwie lubuskim, w powiecie żarskim, w gminie Trzebiel.
W latach 1975–1998 miejscowość administracyjnie należała do województwa zielonogórskiego. Wieś znajduje się na obszarze sołectwa Niwica-Gniewoszyce.

## Demografia
Liczba mieszkańców miejscowości w poszczególnych latach:
| Rok  | Ilość mieszkańców |
| ---- | ----------------- |
| 1998 | 17                |
| 2002 | 11                |
| 2011 | 10                |
| 2021 | 10                |